# Siglufjörður
Pour l’article homonyme, voir Siglufjörður (fjord).
Siglufjörður est une localité islandaise de la municipalité de Fjallabyggð située dans le nord de l'île, dans la région de Norðurland eystra. En 2011, le village comptait 1 206 habitants.

## Géographie

### Localisation
Siglufjörður est situé au pied d'une montagne de 600 mètres d'altitude au bord du fjord du même nom, situé à environ 80 kilomètres d'Akureyri. La ville est située à l'extrémité nord de la péninsule de Tröllaskagi, péninsule montagneuse avec plusieurs sommets à plus de mille mètres.

### Localités limitrophes
|        |              |              |
|        | Siglufjörður |              |
| Hofsós |              | Ólafsfjörður |

## Histoire
Le premier habitant connu est Þormóður rammi Haraldsson, dont la présence à Siglufjirði et Héðinsfjirðir est mentionnée dans le Landnámabók (livre de la colonisation). Le village n'est ensuite qu'un petit village de pêcheur de requin jusqu'en 1903 et le développement de la ville grâce aux pêcheurs norvégiens qui développèrent alors une ville basée autour de la pêche au hareng. La ville comptera au moment de summum de l'industrie du hareng dans les années 1950 plus de 3 000 habitants.
Lieu de tournage de la série Trapped en 2015 (diffusée sur France 2 en février 2016).

## Administration
En 2006 les habitants de Siglufjörður et Ólafsfjörður ont par vote décidé de la création d'une municipalité localité, celle-ci du nom de Fjallabyggð est peuplée de 2 261 habitants en 2017.

## Économie
Basée à l'origine sur la pêche et les services associés, aujourd'hui des activités de construction mécanique ainsi que le tourisme se sont ajoutés aux activités de pêche.

## Patrimoine naturel et architectural
La magnifique péninsule de Tröllaskagi, offre une grande variété d'activités allant des randonnées à la pratique de la pêche.
Il existe deux musées :
- Síldarminjasafn Íslands (le musée de l'époque du hareng en Islande)
Composé de trois parties distinctes occupant chacune un ancien bâtiment :
  - Roaldsbrakki, occupant une ancienne unité de salage datant de 1907, montre au rez-de-chaussée une exposition sur les techniques de salage et la conservation, tandis qu'à l'étage sont reconstitués les logements des ouvrières de différentes époques[2].
  - Grána, ce bâtiment, ancien atelier, présente un vaste panorama des différentes machines utilisées, dans les années 1930 à 1950 dans l'industrie du hareng[3].
  - Boat house, présente quant à lui un vaste panorama des moyens de pêche utilisés entre 1938 et 1954[4].
- Þjóðlagasetur sr. Bjarna Þorsteinssonar (Centre de la musique traditionnelle)
Musée présentant toutes les formes, instruments et techniques de la musique traditionnelle en Islande, occupant la maison où vécut le Révérend Bjarni Thorsteinsson en 1888 et 1898, celui-ci collectera durant vingt-cinq ans un grand nombre de sources sur la musique populaire[5].

## Personnalités liées à la localité
- Révérend Bjarni Þorsteinsson (1861-1938), compositeur et plus grand collectionneur de musique traditionnelle islandaise.
- Ragnar Jónasson (1976-), écrivain, a choisi Siglufjörður comme cadre des aventures d'une série de ses romans policiers.

## Galerie

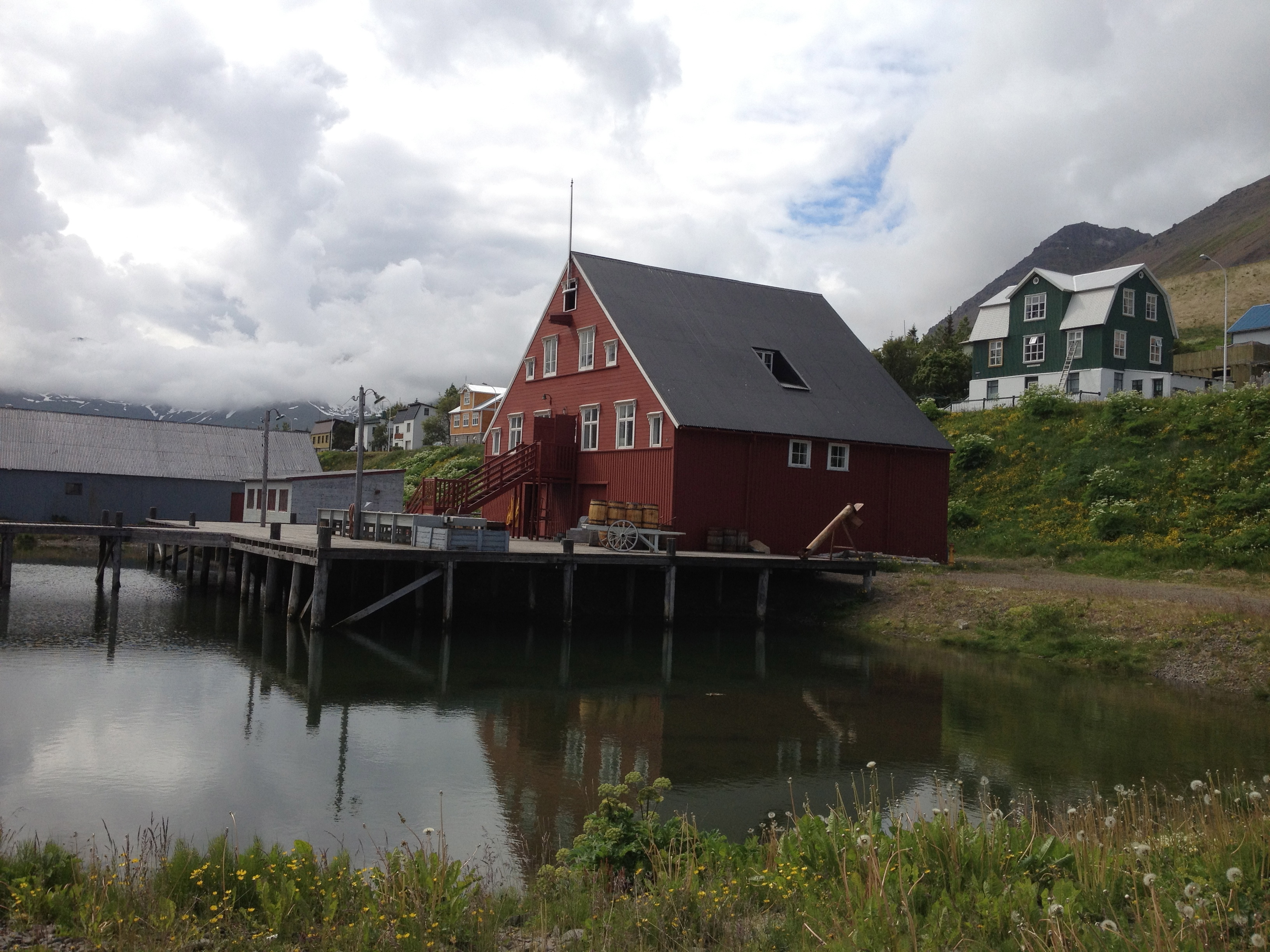
Siglufjörður-Musée du Hareng-Roaldsbrakki SaltingStation
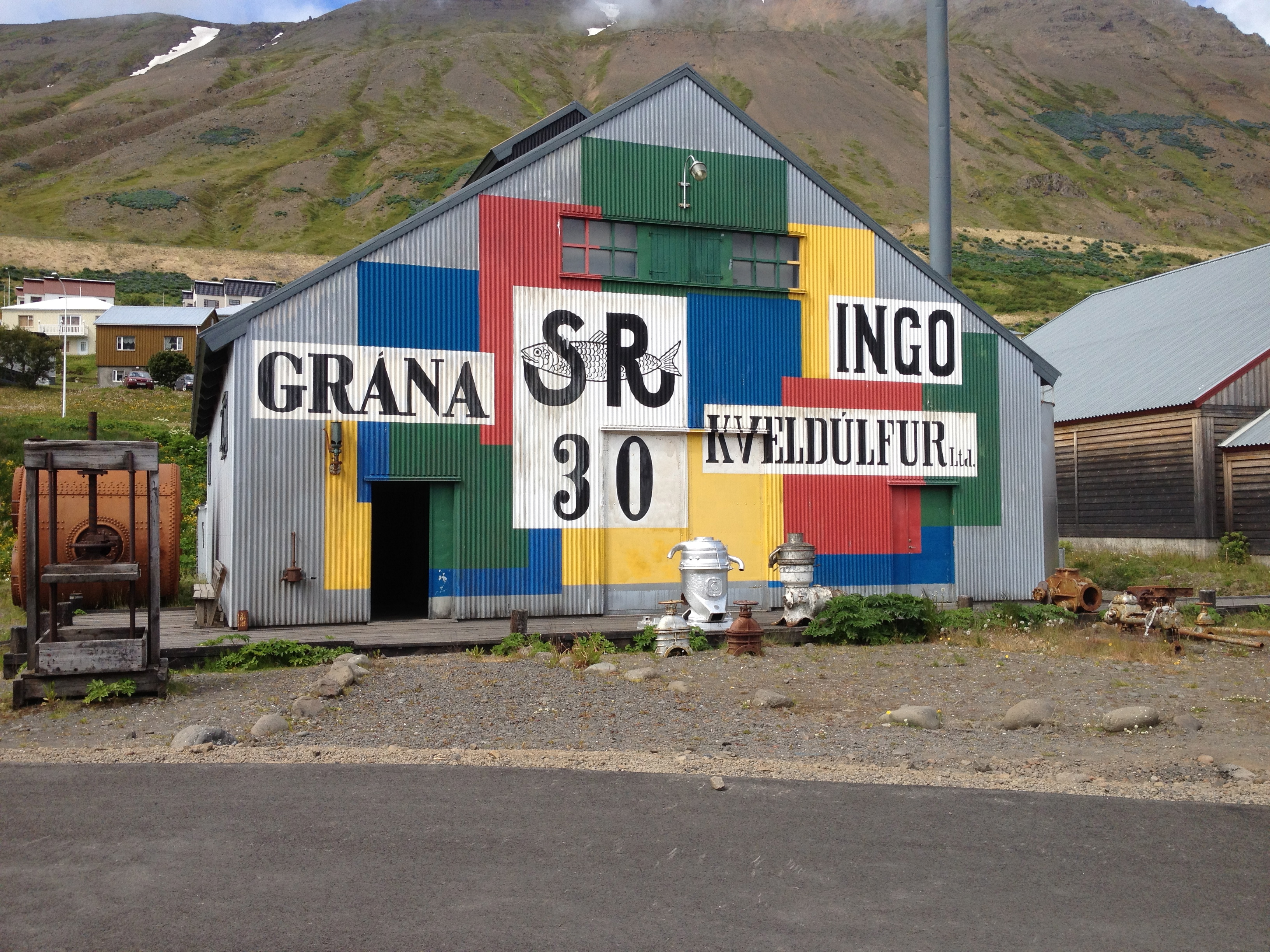
Siglufjörður-Musée du Hareng-Grána Factory
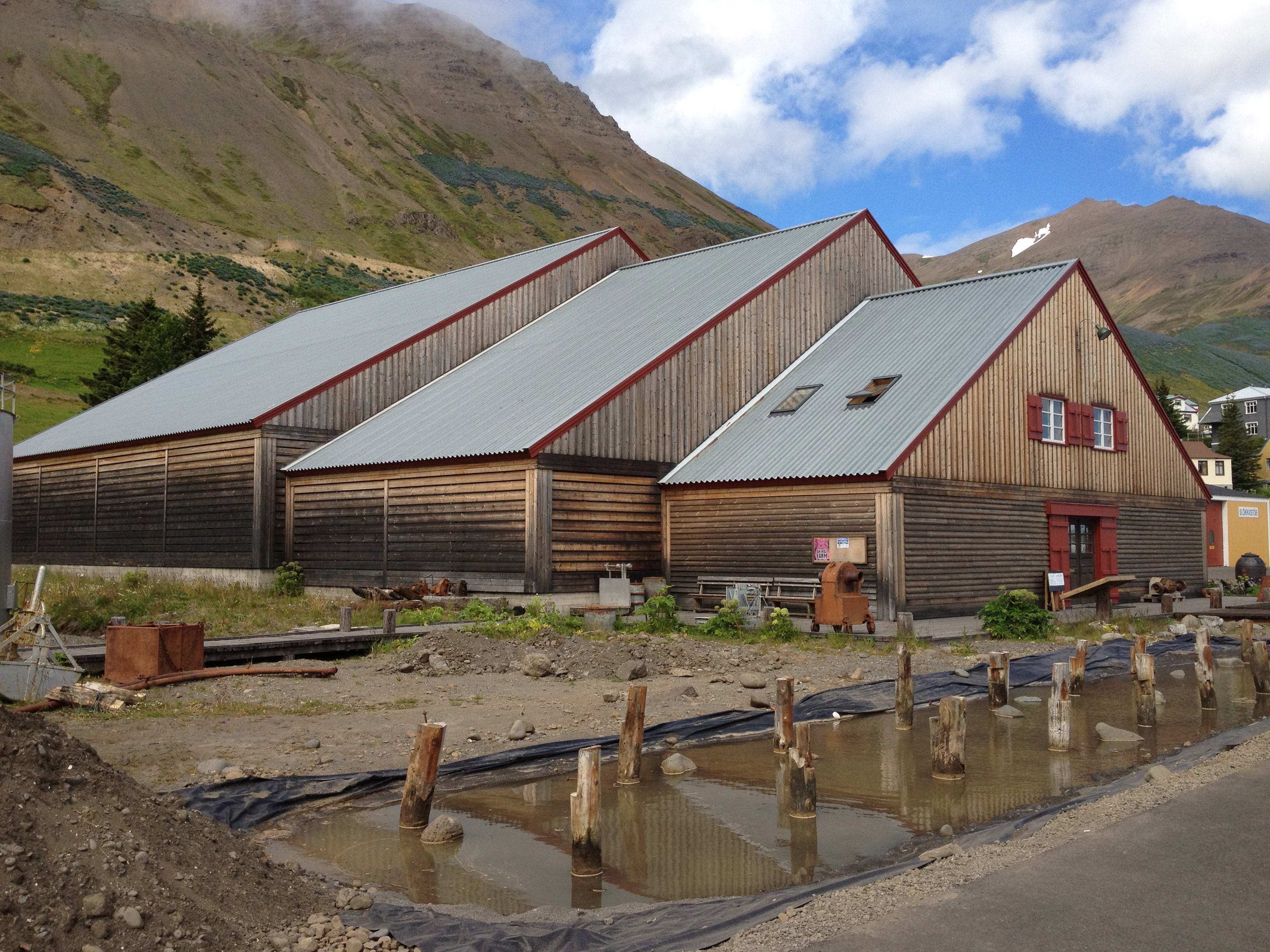
Siglufjörður-Musée du Hareng-BoatHouse
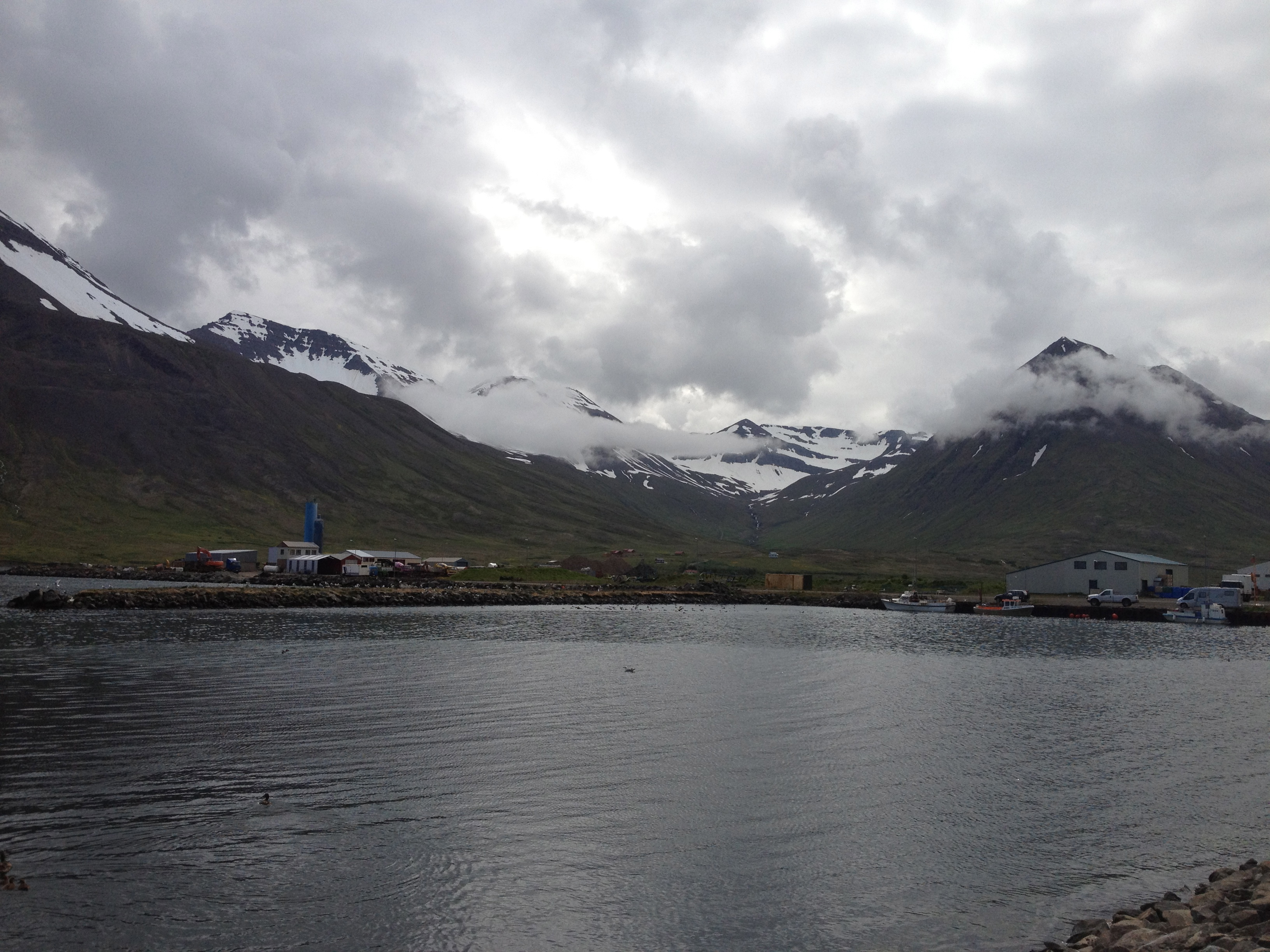
Siglufjörður-Vue des environs
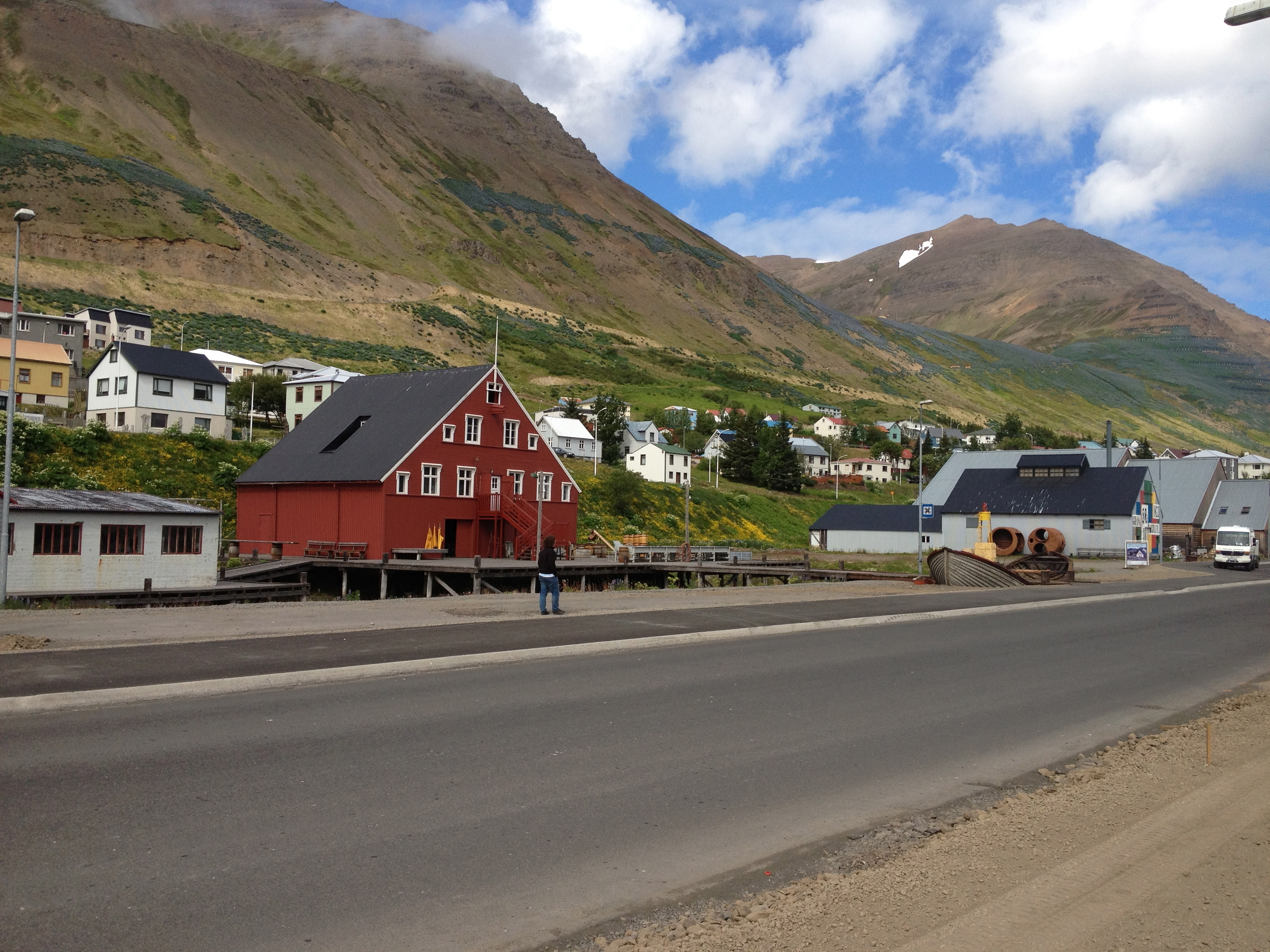
Siglufjörður-Entrée de la localité